# Doctor Robert
Doctor Robert ist ein Lied der Beatles aus dem Jahr 1966. Es erschien auf ihrem Album Revolver. Komponiert wurde das Lied von John Lennon und Paul McCartney unter dem Copyright Lennon/McCartney. Es gilt als das erste Lied der Beatles mit direkten Verweisen auf den Drogenkonsum.

## Aufnahme
Die Aufnahmen fanden am 17. und 19. April 1966 in Studio 2 der Abbey Road Studios statt. Die Gruppe benötigte am ersten Tag nur sieben Takes, um den Backing Track fertigzustellen. Am zweiten Tag wurden die Gesangsaufnahmen hinzugefügt. Neben den üblichen Instrumenten – E-Gitarre (John Lennon und George Harrison), E-Bass (Paul McCartney) und Schlagzeug (Ringo Starr) – kam in der Bridge ein Harmonium zum Einsatz. Am 12. und 20. Mai 1966 erstellte Produzent George Martin auf Wunsch von Capitol Records eine Mono- und eine Stereoabmischung des Stücks, da die US-Plattenfirma für ihr geplantes Album Yesterday and Today noch drei Titel benötigte (zwei weitere Revolver-Stücke wurden ebenfalls dafür verwendet: I’m Only Sleeping und And Your Bird Can Sing). Statt die echte Stereoversion zu verwenden, erzeugte man bei Capitol aus der Monoversion eine Pseudostereo-Fassung. Da für das Album Revolver am 21. und 22. Juni 1966 neue Abmischungen vorgenommen wurden, gibt es kleine Unterschiede zwischen der britischen und der US-Version von Doctor Robert.
Besetzung (Laut Revolver-Super Deluxe Box):
- John Lennon: Rhythmusgitarre, Harmonium, Gesang
- Paul McCartney: Bass, Hintergrundgesang
- George Harrison: Leadgitarre, Maracas, Hintergrundgesang
- Ringo Starr: Schlagzeug

## Theorien zur Identität des Doctor Robert
Schnell wurde vermutet, dass es sich bei dem Lied um eine Referenz auf eine existierende Person handelt. 1967 sagte Paul McCartney in einem Interview:

‘Doctor Robert’ is like a joke.There’s some fellow in New York, and in the States we’d hear people say: ‘You can get everything off him – any pills you want.’ It was a big racket, but a joke too about this fellow who cured everyone of everything with all these pills and tranquilizers, injections for this and that; he just kept New York high. That’s what ‘Doctor Robert’ is all about, just a pill doctor who sees you all right.

„‚Doctor Robert‘ ist ein Witz. Das war dieser Typ in New York, und in den Staaten hörten wir die Leute sagen, ‚Du kannst von ihm alles kriegen, was du willst – alle Pillen, die du willst.‘ Es war ein Riesenwirbel, es wurden auch Witze über diesen Typen gemacht, der jeden von jeder Krankheit kurierte, mit allen möglichen Pillen und Beruhigungsmitteln und Spritzen für dies oder das. Er sorgte dafür, das ganz New York high war. Und darum geht’s in Doctor Robert, um einen Pillendoktor, der dafür sorgt, dass es dir gut geht.“

Die Beschreibung passt weitgehend auf Dr. Robert Freymann, einen New Yorker Arzt, der bekannt dafür war, reiche Patienten mit Vitamin-B-12-Injektionen, angereichert mit Amphetamin, zu versorgen.
Im Jahr 1980 äußerte sich John Lennon in seinem Interview für den Playboy zu dem Stück:

“Mainly about drugs and pills. It was about myself. I was the one that carried all the pills on tour.”

„Es handelt hauptsächlich von Drogen und Pillen. Es ging darin um mich selbst. Ich war derjenige, der auf Tour die ganzen Pillen mit sich rumgeschleppt hat.“

## Veröffentlichungen
- In den Vereinigten Staaten wurde das Lied am 20. Juni 1966 auf dem Album Yesterday and Today veröffentlicht.
- Am 28. Juli 1966 erschien in Deutschland das elfte Beatles-Album Revolver, auf dem Doctor Robert enthalten ist. In Großbritannien wurde das Album erst am 5. August 1966 veröffentlicht, dort war es das siebte Beatles-Album.[6]
- Am 28. Oktober 2022 erschien die Jubiläumsausgabe des von Giles Martin und Sam Okell neuabgemischten Albums Revolver (Super Deluxe Box), auf dieser befinden sich, neben der Monoversion, die bisher unveröffentlichten Version (Take 7).